# Kvačany (district de Liptovský Mikuláš)
Pour les articles homonymes, voir Kvačany.
Kvačany (hongrois : Kvacsan) est un village de Slovaquie situé dans la région de Žilina.

## Histoire
La première mention écrite du village date de 1286.

## Démographie

### Évolution de la population
| Année:               | 1994. | 2004.   | 2014.   | 2024.   |
| -------------------- | ----- | ------- | ------- | ------- |
| Nombre de personnes: | 573   | 555     | 567     | 553     |
| Différence:          |       | -3,14 % | +2,16 % | -2,46 % |

| Année:               | 2023. | 2024.   |
| -------------------- | ----- | ------- |
| Nombre de personnes: | 549   | 553     |
| Différence:          |       | +0,72 % |